# Gare de Vic - Mireval
Ne doit pas être confondu avec Gare de Vic-Fezensac, Gare de Vic-le-Comte ou Gare de Vic-sur-Cère.
La gare de Vic - Mireval est une gare ferroviaire française de la ligne de Tarascon à Sète-Ville, située sur le territoire de la commune de Mireval, à proximité de Vic-la-Gardiole, dans le département de l'Hérault en région Occitanie. 
C'est une halte ferroviaire de la Société nationale des chemins de fer français (SNCF) desservie par des trains express régionaux TER Occitanie.

## Situation ferroviaire

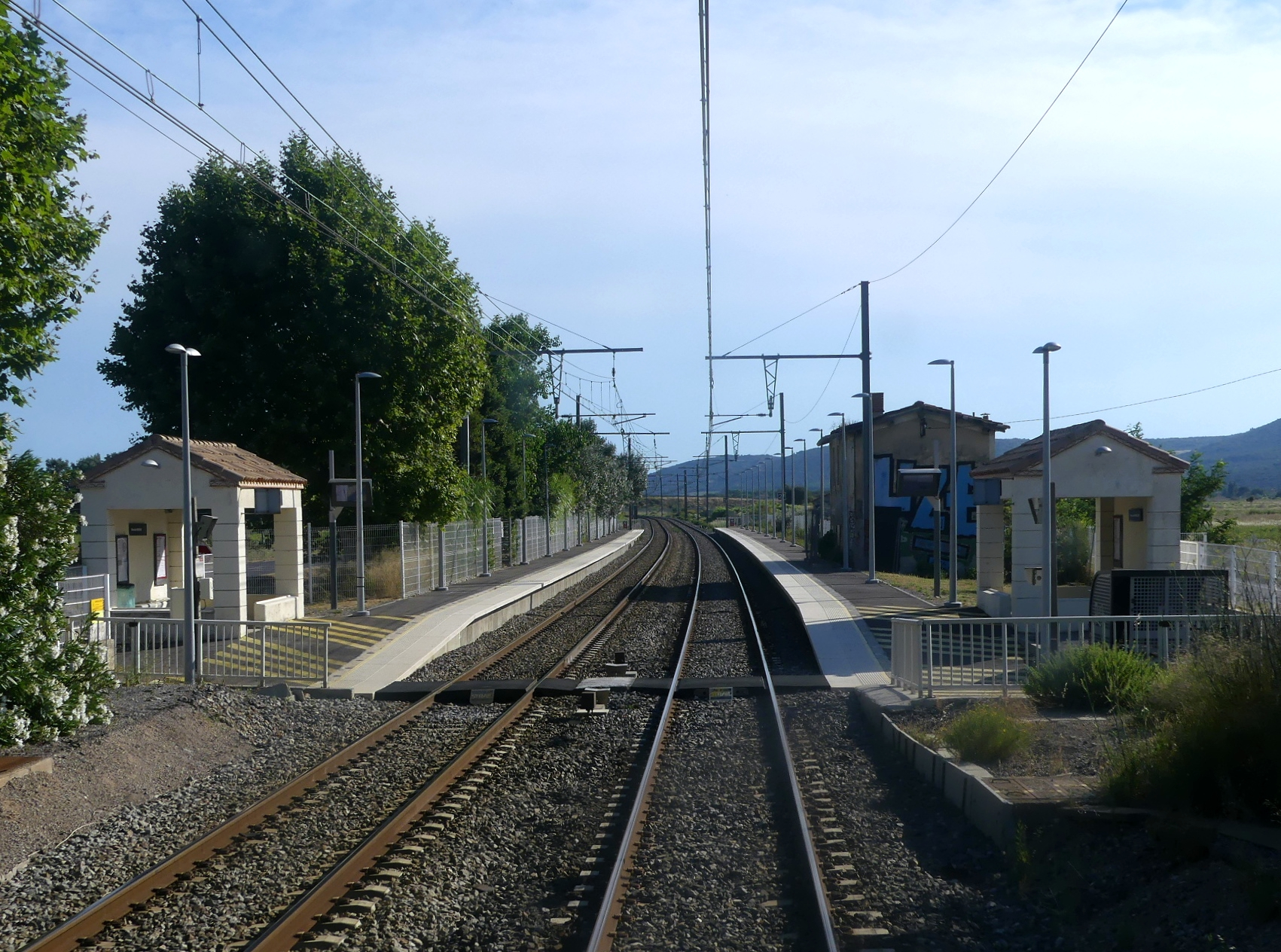
La gare en direction de Sète.

Établie à 2 mètres d'altitude, la gare de Vic - Mireval est située au point kilométrique (PK) 90,634 de la ligne de Tarascon à Sète-Ville, entre les gares de Villeneuve-lès-Maguelone et de Frontignan.

## Histoire

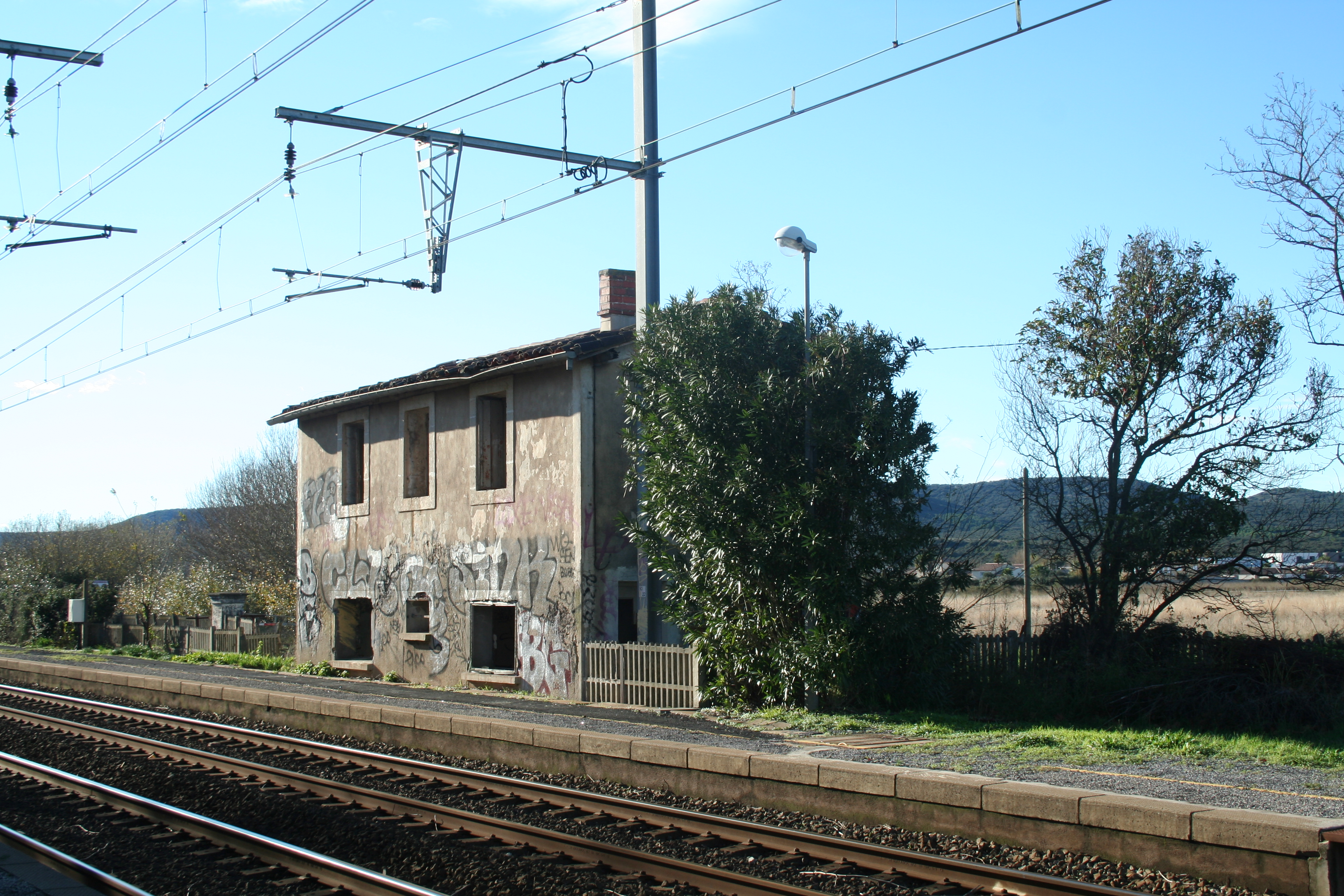
L'ancien bâtiment voyageurs, présent à côté de l'entrée de la halte voyageurs.

## Fréquentation
De 2015 à 2023, selon les estimations de la SNCF, la fréquentation annuelle de la gare s'élève aux nombres indiqués dans le tableau ci-dessous.
| Année           | 2015   | 2016   | 2017   | 2018   | 2019   | 2020   | 2021   | 2022   | 2023   |
| --------------- | ------ | ------ | ------ | ------ | ------ | ------ | ------ | ------ | ------ |
| Voyageurs seuls | 15 990 | 17 870 | 16 084 | 13 338 | 15 609 | 20 507 | 38 784 | 50 569 | 59 742 |

## Service des voyageurs

### Accueil
Halte SNCF, c'est un point d'arrêt non géré (PANG) à entrée libre.

### Desserte
Vic - Mireval est desservie par des trains TER Occitanie qui effectuent des missions omnibus entre les gares : de Marseille-Saint-Charles, ou d'Avignon-Centre, ou de Nîmes, ou de Lunel ou de Montpellier-Saint-Roch, et de Sète ou de Narbonne.

### Intermodalité
Un parking pour les véhicules est aménagé.